# 蔡宛秦
蔡宛秦（1984年12月7日—），臺灣政治人物，臺中市人，現居臺南市。法政背景，曾為台灣團結聯盟、台灣民眾黨籍，曾任民眾黨臺南市黨部主任委員。

## 生平
2022年參選臺南市東區議員，主張居住正義、托老托幼福利、無礙友善環境，最後落選。期間「巢運認證」為居住正義友善議員候選人。
2023年4月6日接任台灣民眾黨臺南市黨部主任委員，屬於市黨部派，曾經支持李全教參選2024年臺南立委選舉。
2024年1月5日，針對臺南市市長黃偉哲聲稱臺南市有社會住宅一事（台南含已規劃中的社宅已經加碼到8402戶），批評「完工可入住」的社宅就是0。
2024年12月7日退出民眾黨。

## 選舉紀錄
| 年度 | 選舉屆數             | 選舉區           | 所屬政黨   | 得票數 | 得票率 | 當選標記 | 備註 |
| ---- | -------------------- | ---------------- | ---------- | ------ | ------ | -------- | ---- |
| 2022 | 第四屆臺南市議員選舉 | 臺南市第十選舉區 | 臺灣民眾黨 | 4,927  | 6.07%  |          |      |

## 外部連結
- 蔡宛秦的Facebook專頁
- 蔡宛秦的Instagram帳戶